# Dynamo Fredericks
Dynamo Fredericks (4 aprile 1992) è un calciatore namibiano, centrocampista dei Black Africa e della nazionale namibiana.

## Carriera

### Club
Ha sempre giocato nel campionato namibiano.

### Nazionale
Nel 2019 viene convocato con la nazionale namibiana per la Coppa d'Africa.

## Statistiche

### Cronologia presenze e reti in Nazionale
| Cronologia completa delle presenze e delle reti in nazionale ― Namibia | Cronologia completa delle presenze e delle reti in nazionale ― Namibia | Cronologia completa delle presenze e delle reti in nazionale ― Namibia | Cronologia completa delle presenze e delle reti in nazionale ― Namibia | Cronologia completa delle presenze e delle reti in nazionale ― Namibia | Cronologia completa delle presenze e delle reti in nazionale ― Namibia | Cronologia completa delle presenze e delle reti in nazionale ― Namibia | Cronologia completa delle presenze e delle reti in nazionale ― Namibia |
| Data                                                                   | Città                                                                  | In casa                                                                | Risultato                                                              | Ospiti                                                                 | Competizione                                                           | Reti                                                                   | Note                                                                   |
| ---------------------------------------------------------------------- | ---------------------------------------------------------------------- | ---------------------------------------------------------------------- | ---------------------------------------------------------------------- | ---------------------------------------------------------------------- | ---------------------------------------------------------------------- | ---------------------------------------------------------------------- | ---------------------------------------------------------------------- |
| 10-09-2019                                                             | Windhoek                                                               | Namibia                                                                | 2 – 0                                                                  | Eritrea                                                                | Qual. Mondiali 2022                                                    | -                                                                      |                                                                        |
| 22-09-2019                                                             | Antananarivo                                                           | Madagascar                                                             | 1 – 0                                                                  | Namibia                                                                | Qual. Campionato delle Nazioni Africane 2020 - 3º turno                | -                                                                      | cap.                                                                   |
| 19-10-2019                                                             | Windhoek                                                               | Namibia                                                                | 2 – 0                                                                  | Madagascar                                                             | Qual. Campionato delle Nazioni Africane 2020 - 3º turno                | -                                                                      | cap.                                                                   |
| 13-11-2019                                                             | Windhoek                                                               | Namibia                                                                | 2 – 1                                                                  | Ciad                                                                   | Qual. Coppa d'Africa 2021                                              | -                                                                      |                                                                        |
| 17-11-2019                                                             | Conakry                                                                | Guinea                                                                 | 2 – 0                                                                  | Namibia                                                                | Qual. Coppa d'Africa 2021                                              | -                                                                      | 66’                                                                    |
| 08-10-2020                                                             | Phokeng                                                                | Sudafrica                                                              | 1 – 1                                                                  | Namibia                                                                | Amichevole                                                             | -                                                                      | 57’ 86’                                                                |
| 13-11-2020                                                             | Bamako                                                                 | Mali                                                                   | 1 – 0                                                                  | Namibia                                                                | Qual. Coppa d'Africa 2021                                              | -                                                                      | 46’                                                                    |
| 19-01-2021                                                             | Limbe                                                                  | Guinea                                                                 | 3 – 0                                                                  | Namibia                                                                | Campionato delle Nazioni Africane 2020 - 1º turno                      | -                                                                      | cap. 78’                                                               |
| 27-01-2021                                                             | Limbe                                                                  | Namibia                                                                | 0 – 0                                                                  | Zambia                                                                 | Campionato delle Nazioni Africane 2020 - 1º turno                      | -                                                                      | 59’                                                                    |
| 28-03-2021                                                             | Windhoek                                                               | Namibia                                                                | 2 – 1                                                                  | Guinea                                                                 | Qual. Coppa d'Africa 2021                                              | -                                                                      | 76’                                                                    |
| 07-07-2021                                                             | Port Elizabeth                                                         | Senegal                                                                | 1 – 2                                                                  | Namibia                                                                | COSAFA Cup 2021 - 1º turno                                             | -                                                                      | 46’ 88’                                                                |
| 11-07-2021                                                             | Port Elizabeth                                                         | Namibia                                                                | 2 – 0                                                                  | Zimbabwe                                                               | COSAFA Cup 2021 - 1º turno                                             | -                                                                      | 10’ 46’                                                                |
| 14-07-2021                                                             | Port Elizabeth                                                         | Mozambico                                                              | 1 – 0                                                                  | Namibia                                                                | COSAFA Cup 2021 - 1º turno                                             | -                                                                      | 45+1’ 61’                                                              |
| 02-09-2021                                                             | Johannesburg                                                           | Namibia                                                                | 1 – 1                                                                  | Rep. del Congo                                                         | Qual. Mondiali 2022                                                    | -                                                                      | 46’ 52’                                                                |
| 09-10-2021                                                             | Thiès                                                                  | Senegal                                                                | 4 – 1                                                                  | Namibia                                                                | Qual. Mondiali 2022                                                    | -                                                                      | 81’ 87’                                                                |
| 15-7-2022                                                              | Durban                                                                 | Namibia                                                                | 1 – 0                                                                  | Mozambico                                                              | COSAFA Cup 2022 - Semifinale                                           | -                                                                      | Cap. 81’                                                               |
| 17-7-2022                                                              | Durban                                                                 | Namibia                                                                | 0 – 1                                                                  | Zambia                                                                 | COSAFA Cup 2022 - Finale                                               | -                                                                      | Cap.                                                                   |
| 24-3-2023                                                              | Yaoundé                                                                | Camerun                                                                | 1 – 1                                                                  | Namibia                                                                | Qual. Coppa d'Africa 2023                                              | -                                                                      | 25’ 90+5’                                                              |
| 28-3-2023                                                              | Johannesburg                                                           | Namibia                                                                | 2 – 1                                                                  | Camerun                                                                | Qual. Coppa d'Africa 2023                                              | -                                                                      |                                                                        |
| 20-6-2023                                                              | Dar es Salaam                                                          | Burundi                                                                | 3 – 2                                                                  | Namibia                                                                | Qual. Coppa d'Africa 2023                                              | -                                                                      | 36’                                                                    |
| 24-3-2025                                                              | Johannesburg                                                           | Namibia                                                                | 1 – 1                                                                  | Guinea Equatoriale                                                     | Qual. Mondiali 2026                                                    | -                                                                      | 81’                                                                    |
| Totale                                                                 |                                                                        | Presenze                                                               | 21                                                                     |                                                                        | Reti                                                                   | 0                                                                      |                                                                        |